# Gänsemarkt (stacja metra)
Gänsemarkt – stacja metra hamburskiego na linii U2. Stacja została otwarta 31 maja 1970. 

## Położenie
Stacja Gänsemarkt znajduje się w dzielnicy Neustadt, pod Valentinskamp, obok placu Gänsemarkt.
Stacja wyposażona jest w peron wyspowy, który podzielony jest na dwie części, ale istnieją przejścia umożliwiające przemieszczenie się pomiędzy dwoma krawędziami peronowymi. Na obu końcach peronu znajdują się schody ruchome, prowadzące na antresolę z której można wyjść na powierzchnię.